# Huansu
Huansu war eine Automarke aus der Volksrepublik China.

## Markengeschichte
Beiqi Yinxiang Automobile aus Chongqing, zur Beijing Automotive Group gehörend, verwendete diese Marke ab 2014 für Automobile. Huansu heißt übersetzt Magic Speed, also Magische Geschwindigkeit. 2021 wurden die letzten Neuwagen dieser Marke in China zugelassen.
Manche Internetseiten bezeichnen Huansu als Marke. Es gibt aber auch die Sichtweise, dass Huansu nur eine Submarke sei. Chinamobil.ru schreibt sowohl BAIC Huansu als auch Beiqi Huansu. Das widerspricht allerdings den jährlichen Mitteilungen der Beijing Motor Corporation, in denen als Marke (englisch Brand) Beijing angegeben ist, aber weder BAIC noch Beiqi. Huansu-Modelle werden in diesen Mitteilungen nicht genannt, woraus man schließen kann, dass sie nicht als Beijing Huansu vermarktet werden.

## Fahrzeuge
Im Angebot standen SUVs, Vans und ein kleines Nutzfahrzeug.
Nachstehend eine Übersicht über die Serienmodelle. Der Produktions- bzw. Zulassungszeitraum ist nicht immer genau zu ermitteln.
| Modell    | Fahrzeugart          | Von       | Bis       | Bild |
| --------- | -------------------- | --------- | --------- | ---- |
| Huansu H2 | Van                  | 2015      | Juni 2021 |      |
| Huansu H3 | Van                  | 2015      | Aug. 2019 |      |
| Huansu H5 | Van                  | Sep. 2017 | Juli 2019 |      |
| Huansu H6 | Kleinbus/Kastenwagen | Dez. 2016 | Apr. 2018 |      |
| Huansu S2 | SUV                  | 2014      | Jan. 2020 |      |
| Huansu S3 | SUV                  | 2014      | Juni 2021 |      |
| Huansu S5 | SUV                  | Jan. 2017 | Nov. 2019 |      |
| Huansu S6 | SUV                  | 2015      | Feb. 2020 |      |
| Huansu S7 | SUV                  | Okt. 2017 | Dez. 2019 |      |

Ab 2018 wurde über den Huansu C60 berichtet. Dieses SUV ähnelt dem Lamborghini Urus. Eine Vermarktung ist nicht bekannt.

## Verkaufszahlen in China
Zwischen 2014 und 2021 sind in der Volksrepublik China insgesamt 1.018.519 Neuwagen von Huansu verkauft worden. Mit 268.535 Einheiten war 2016 das erfolgreichste Jahr.
| Jahr                             |      |  | Stück   |         |
| 2014                             | 2014 |  | 63.693  | 63.693  |
| 2015                             | 2015 |  | 223.327 | 223.327 |
| 2016                             | 2016 |  | 268.535 | 268.535 |
| 2017                             | 2017 |  | 255.510 | 255.510 |
| 2018                             | 2018 |  | 153.083 | 153.083 |
| 2019                             | 2019 |  | 52.336  | 52.336  |
| 2020                             | 2020 |  | 2.012   | 2.012   |
| 2021                             | 2021 |  | 23      | 23      |
| Verkaufszahlen in China, Quelle: |      |  |         |         |